# ORG (netværk)
 For alternative betydninger, se org.
Ifølge en rapport fra Researchkollektivet Redox, som er viderebragt af Politiken, er ORG et netværk der blev startet af en lille gruppe mænd, hvoraf flere har været med i ledelsen af Dansk Folkeparti samt været folkevalgte og/eller kandidater for partiet. Dette gælder bl.a. for ORGs formand, Jesper Nielsen, der tidligere har været formand for Dansk Folkeparti i Århus. Netværkets formål er ifølge Redox at "rense" Danmark for indvandrere og gennemføre et opgør med dem, som har gjort indvandringen mulig. Netværket har holdt sig hemmelig i ca. 20 år indtil Researchkollektivet Redox overlod en stak papirer til Politiken i sommeren 2011 om netværkets aktiviteter.
Ifølge ORG selv, kan disse oplysninger dog være blevet manipuleret.
Politikens omtale af ORG var genstand for en sag i Pressenævnet.
Pressenævenet udtalte kritik af Politiken for at bringe privat fotos af formanden, for ikke at kontrollere baggrunden for billederne og for ikke at gøre formanden bekendt med de forventede kritikpunkter i artiklen.
Politiken fik derimod ikke kritik for at bringe citater fra ORG's interne debatforum eller for at anvende Redox som kilde.

## Den Store Hukommelse
ORG skulle gennem årene oparbejdet et større arkiv af personer og politikere der har ytret sig positivt om indvandrere eller indvandring, og som dermed anses for landsforrædere. Arkivet, kaldet Den Store Hukommelse, indeholder – ifølge Redox – informationer om navn, stilling, samlever og dato for udtalelsen, og er til dels fremskaffet ved hjælp af en, nu tidligere, politiassistent der foretog søgninger i politiets registre. Blandt de personer der findes i arkivet er tidligere udenrigsminister, Uffe Ellemann-Jensen, Farums tidligere borgmester, Peter Brixtofte og tidligere Overborgmester i København, Ritt Bjerregaard.[kilde mangler]

## Reference
1. ↑  Den danske højrefløj er infiltreret af hemmeligt netværk – Politiken.dk
2. ↑  Dokumentation: Sådan har vi gjort – Politiken.dk
3. ↑  Kommentarer til Redox-redegørelsen af 12. august 2011, s. 18
4. ↑  Pressenævnet (1. november 2011). "Pressenævnets kendelse i sag nr. 11-70-00130". Retsinformation.